# One Assassination Under God - Chapter 1
One Assassination Under God – Chapter 1 é o décimo segundo álbum de estúdio da banda de rock americana Marilyn Manson. Foi lançado a 22 de novembro de 2024 pela Nuclear Blast Records e produzido por Marilyn Manson e Tyler Bates. O álbum foi precedido pelo lançamento de três singles: "As Sick as the Secrets Within", "Raise the Red Flag" e "Sacrilegious". Os singles tiveram sucesso, alcançando picos de vendas na América e Grã-Bretanha.
A banda fez uma extensa digressão para promover o disco: no verão de 2024, antes do seu lançamento, com uma ronda norte-americana a abrir para Five Finger Death Punch, e no início de 2025 na Europa, já depois do lançamento do álbum e como cabeça de cartaz.

## Lançamento e promoção
Marilyn Manson indicou pela primeira vez a existência de gravações para um novo álbum a 16 de maio de 2023, quando publicou nas redes sociais uma foto a cantar. Exatamente um ano depois anunciou um contrato com a Nuclear Blast, tal como um excerto de um novo videoclipe. Uma digressão pela América do Norte a abrir para Five Finger Death Punch e com Slaughter to Prevail como abertura foi anunciada, e no seu primeiro dia, 2 de agosto de 2024, a banda lançou o single "As Sick as the Secrets Within", com um videoclipe dirigido pelo colaborador de longa data Bill Yukich. Com a digressão fica-se a conhecer a nova formação de banda, que inclui Manson, Tyler Bates, Gil Sharone, Piggy D e Reba Meyers. Algumas das datas da digressão tiveram Marilyn Manson como cabeça de cartaz.
"As Sick as the Secrets Within" estreou em primeiro lugar nas vendas digitais de Rock pesado da Billboard, o seu segundo número um nessa parada depois de "We Are Chaos" em 2020. A canção apareceu noutros lugares da Billboard, chegando ao sexto lugar na Hot Hard Rock Songs. No Reino Unido alcançou a posição 42 na UK Singles Downloads Chart, e a posição 39 na UK Singles Chart, seu pico mais alto nessa parada desde o cover de "Personal Jesus" em 2004.
A 16 de agosto a banda lançou o single "Raise the Red Flag" em CD numa edição limitada a 3.000 cópias. Yukich também dirigiu o videoclipe baseado na performance da música, que revelou a formação atual da banda. Logo depois, Meyers foi criticado nas redes sociais por se juntar à banda. A primeira integrante feminina do grupo recebeu apoio de vários outros músicos de metal em resposta. "Raise the Red Flag" alcançou a oitava posição na Billboard ' Hot Hard Rock Songs, e a segunda posição na Hard Rock Digital Song Sales, igualando o pico dos singles anteriores "Sweet Dreams (Are Made of This)" e "Deep Six". A música também fez sucesso no Reino Unido, chegando ao número 35 na UK Singles Sales Chart, o seu maior pico naquela parada, ao número 55 na UK Singles Downloads Chart e no top dez da UK Physical Singles Chart, a sua primeira colocação naquela parada desde a cover de "God's Gonna Cut You Down" em 2020.
O terceiro single do álbum foi "Sacrilegious", lançado a 27 de setembro, uma vez mais com um videoclipe criado por Yukich. O álbum foi lançado a 22 de novembro, ao mesmo tempo que era lançado o quarto videoclipe, também de Yukich, desta vez para a faixa que dá título ao álbum. Após o lançamento, a banda inicou 2025 com uma digressão esgotoda pela Europa, a que se seguirá uma nova digressão pelos Estados Unidos em maio. A banda tem também presença agendada numa série de festivais ao longo do ano.

## Faixas
Todas as músicas foram escritas por Marilyn Manson e Tyler Bates.
| N.º            | Título                          | Duração |  |
| 1.             | "One Assassination Under God"   | 5:28    |  |
| 2.             | "No Funeral Without Applause"   | 4:06    |  |
| 3.             | "Nod If You Understand"         | 4:05    |  |
| 4.             | "As Sick as the Secrets Within" | 5:35    |  |
| 5.             | "Sacrilegious"                  | 3:35    |  |
| 6.             | "Death Is Not a Costume"        | 4:52    |  |
| 7.             | "Meet Me in Purgatory"          | 4:36    |  |
| 8.             | "Raise the Red Flag"            | 4:49    |  |
| 9.             | "Sacrifice of the Mass"         | 6:15    |  |
| Duração total: | Duração total:                  | 43:26   |  |

## Créditos e pessoal
Créditos adaptados das notas do do álbum.
- Gravado no The Abattoir, Los Angeles, entre abril de 2023 e abril de 2024; gravação adicional no NRG Studios, North Hollywood, de 1 a 2 de julho de 2023, e no EastWest Studios, Hollywood, de 25 a 26 de setembro de 2023.

Músicos
- Marilyn Manson – composição, voz, produção e arte
- Tyler Bates – composição, guitarras, baixo, GuitarViol, teclados, gravação e produção
- Lola Colette – piano em "As Sick as the Secrets Within"
- Gil Sharone – bateria
- Maxwell Urasky – programação em "As Sick as the Secrets Within"

Pessoal técnico
- Will Borza – masterização (em Howie Weinberg Mastering)
- Robert Carranza – gravação e mistura
- Joseph Cultice – fotografia
- Rob Kimura – layout de arte
- Jake Rene – segundo engenheiro em NRG Studios
- Howie Weinberg – masterização em Howie Weinberg Mastering